# Lolesio Fuahea
Monseigneur Lolesio (Laurent) Fuahea est né le 5 septembre 1927 à Hihifo, Wallis et, est mort à l'âge de 84 ans le 2 décembre 2011 à Lano, Wallis.
Il est le premier évêque originaire des îles Wallis-et-Futuna dont l'épiscopat dura 31 ans soit entre 1974 et 2005.

## Biographie
Fils de Sofia et de Savelio Fuahea, Lolesio est l'aîné d'une fratrie de quatre enfants dont deux frères Manuele et Lolohea ; et d'une soeur Malekalita.
Lolesio fait ses études primaires à Vaitupu et Alofivai, et ses études secondaires au petit séminaire de Lano. Il poursuivi sa scolarité au séminaire de Saint-Léon (Paita) en Nouvelle-Calédonie, de 1950 à 1957.
Le 21 décembre 1957, il est ordonné prêtre à Wallis par Alexandre Poncet. Il enseigne durant deux ans au petit séminaire de Lano avant d'être affecté curé à la paroisse de Sigave, Futuna où il passe 12 ans de sa vie. Entre-temps, il fait un stage pastoral d’un an en France et une expérience apostolique de 6 mois aux îles Samoa.
Le 25 mars 1972, il est nommé évêque auxiliaire de Michel Darmancier, auquel il succède en juin 1974. Durant son épiscopat Lolesio Fuahea veille au développement matériel, humain et spirituel de l’Église à Wallis et Futuna : construction de la basilique de Poï à Futuna et de l’église de Tepa ; reconstruction des églises et chapelles de Futuna détruites par le tremblement de terre de 1993 ; rénovation et agrandissement de l’église de Hihifo ; construction du Carmel ; construction et ouverture des collèges d’Alofivai et de Salauniu ; traduction du missel en wallisien ; traduction et publication de la Bible en futunien ; traduction du Nouveau Testament en wallisien… En septembre 2002, ayant atteint la limite d’âge de l'épiscopat, il présente sa démission au pape Jean-Paul II. Celle-ci ne devient effective qu’à la nomination de son successeur, Ghislain de Rasilly, le 20 juin 2005. Lolesio Fuahea deveint alors évêque émérite du diocèse de Wallis et Futuna.
Il décède le 2 décembre 2011 à Lano.